# ميخائيل جيبس
ميخائيل جيبس هو سياسي كندي، ولد في 25 مارس 1870، وتوفي في 7 نوفمبر 1943. كان جيبس محامٍيا وسياسيًا في نيوفاوندلاند، شغل منصب العمدة الثاني لسانت جونز. 
ولد في سانت جونز في نيوفاوندلاند، وتلقى تعليمه في مدرسة الأخوة المسيحيين في سانت جون. أسس جيبس رابطة المستأجرين في عام 1892 في محاولة لإنشاء محاكم للأراضي، وأصبح في عام 1893 محررًا لمجلة Terra Nova Advocate. تم انتخابه كمحافظ في مقاطعة سانت جورج عام 1897، في محاولته الثانية لشغل مقعد في مجلس النواب. هُزم في أربع انتخابات عامة لاحقة، ومع ذلك تنافس في دوائر مختلفة.
اكتسب جيبس خلال هذه الفترة سمعة كمدافع عن النقابات العمالية وكمفاوض ماهر نيابة عن العمال. كان له دور فعال في إطلاق اتحاد الحماية في عام 1903 وظل مستشارًا له حتى وفاته. ساعد جيبس أيضًا الخبازين والنجارين في سانت جون على التنظيم، وأصبح عمدة سانت جون عام 1906 كمرشح لحزب العمال. 
عندما استقال إدوارد باتريك موريس من إدارة السندات، عُرض على جيبس منصب وزاري كوزير للعدل والمدعي العام، لكنه رفض وانضم إلى موريس في تشكيل حزب الشعب في نيوفاوندلاند. بعد الهزائم في الانتخابات العامة التي تلت ذلك عامي 1908 و 1909، تم تعيين جيبس في المجلس التشريعي وعين وزيرًا بدون حقيبة في إدارة موريس، ورفض المزيد من المناصب الوزارية بعد استقالة موريس في عام 1918. تم تعيين جيبس رئيسًا للمجلس التشريعي في عام 1930، محافظًا على هذا المنصب حتى عام 1934 عندما تم حل المجلس. 
مات في سانت جون عن عمر يناهز 73 عاما. 